# Världscupen i skidskytte 2022/2023
Världscupen i skidskytte 2022/2023 inleddes den 29 november 2022 i Kontiolax i Finland och avslutades den 19 mars 2023 i Oslo i Norge.
Segrare i den totala världscupen blev Julia Simon från Frankrike och Johannes Thingnes Bø från Norge. Simon vann cupen för första gången och blev den första franska kvinnan sedan Sandrine Bailly säsongen 2004/2005 att stå som totalsegrare. Bø tog sin fjärde titel efter att ha vunnit 19 av 25 individuella tävlingar i världscupen och VM, vilket innebar att han slog sitt eget rekord för antal segrar under en och samma säsong från säsongen 2018/2019.
Regerande mästare i den totala världscupen från säsongen 2021/2022 var Marte Olsbu Røiseland från Norge och Quentin Fillon Maillet från Frankrike.
Mellan den 8 och 19 februari 2023 arrangerades världsmästerskapen i Oberhof i Tyskland, men till skillnad från föregående säsong räknades inte dessa tävlingar som världscuplopp. Inför säsongen infördes dessutom ett nytt system kring distributionen av världscuppoäng.
På grund av Rysslands invasion av Ukraina meddelade Internationella skidskytteförbundet (IBU) den 16 september 2022 att Ryssland och Belarus stängs av från världscupen.

## Tävlingsprogram och resultat

### Damer

#### Individuella tävlingar
| Nr                                                   | Datum            | Ort        | Disciplin        | 1:a plats                             | 1:a plats                             | 2:a plats                             | 2:a plats                             | 3:e plats                             | 3:e plats                             | Ref.                                  |
| ---------------------------------------------------- | ---------------- | ---------- | ---------------- | ------------------------------------- | ------------------------------------- | ------------------------------------- | ------------------------------------- | ------------------------------------- | ------------------------------------- | ------------------------------------- |
|                                                      |                  |            |                  |                                       |                                       |                                       |                                       |                                       |                                       |                                       |
| 1                                                    | 30 november 2022 | Kontiolax  | 15 km distans    | Hanna Öberg                           | 43.53,8 1                             | Ingrid Landmark Tandrevold            | +36,5 0                               | Lisa Vittozzi                         | +39,7 1                               | [ 4 ]                                 |
| 2                                                    | 3 december 2022  | Kontiolax  | 7,5 km sprint    | Lisa Theresa Hauser                   | 20.39,5 0                             | Lisa Vittozzi                         | +17,3 1                               | Linn Persson                          | +24,2 0                               | [ 5 ]                                 |
| 3                                                    | 4 december 2022  | Kontiolax  | 10 km jaktstart  | Julia Simon                           | 31.13,0 0                             | Dorothea Wierer                       | +11,9 0                               | Elvira Öberg                          | +21,7 1                               | [ 6 ]                                 |
| 4                                                    | 8 december 2022  | Hochfilzen | 7,5 km sprint    | Denise Herrmann-Wick                  | 20.07,1 0                             | Markéta Davidová                      | +18,1 1                               | Julia Simon                           | +20,1 1                               | [ 7 ]                                 |
| 5                                                    | 10 december 2022 | Hochfilzen | 10 km jaktstart  | Julia Simon                           | 29.56,7 1                             | Ingrid Landmark Tandrevold            | +19,6 1                               | Markéta Davidová                      | +28,1 2                               | [ 8 ]                                 |
| 6                                                    | 16 december 2022 | Annecy     | 7,5 km sprint    | Anna Magnusson                        | 21.04,7 0                             | Linn Persson                          | +12,8 1                               | Denise Herrmann-Wick                  | +15,2 1                               | [ 9 ]                                 |
| 7                                                    | 17 december 2022 | Annecy     | 10 km jaktstart  | Elvira Öberg                          | 29.42,4 0                             | Lisa Vittozzi                         | +20,4 2                               | Julia Simon                           | +46,9 3                               | [ 10 ]                                |
| 8                                                    | 18 december 2022 | Annecy     | 12,5 km masstart | Lisa Theresa Hauser                   | 33.54,1 1                             | Julia Simon                           | +12,3 2                               | Anaïs Chevalier-Bouchet               | +14,3 1                               | [ 11 ]                                |
|                                                      |                  |            |                  |                                       |                                       |                                       |                                       |                                       |                                       |                                       |
| 9                                                    | 5 januari 2023   | Pokljuka   | 7,5 km sprint    | Elvira Öberg                          | 20.25,2 0                             | Julia Simon                           | +6,9 0                                | Dorothea Wierer                       | +18,7 0                               | [ 12 ]                                |
| 10                                                   | 7 januari 2023   | Pokljuka   | 10 km jaktstart  | Elvira Öberg                          | 29.41,6 0                             | Dorothea Wierer                       | +17,6 1                               | Julia Simon                           | +22,4 2                               | [ 13 ]                                |
| 11                                                   | 12 januari 2023  | Ruhpolding | 15 km distans    | Lisa Vittozzi                         | 40.05,9 0                             | Lou Jeanmonnot                        | +39,0 0                               | Julia Simon                           | +45,2 1                               | [ 14 ]                                |
| 12                                                   | 15 januari 2023  | Ruhpolding | 12,5 km masstart | Julia Simon                           | 32.52,0 3                             | Lisa Vittozzi                         | +2,6 1                                | Anaïs Chevalier-Bouchet               | +6,7 1                                | [ 15 ]                                |
| 13                                                   | 19 januari 2023  | Antholz    | 7,5 km sprint    | Dorothea Wierer                       | 20.59,6 0                             | Chloé Chevalier                       | +2,8 0                                | Elvira Öberg                          | +8,7 0                                | [ 16 ]                                |
| 14                                                   | 21 januari 2023  | Antholz    | 10 km jaktstart  | Denise Herrmann-Wick                  | 29.53,1 2                             | Lisa Vittozzi                         | +11,0 0                               | Elvira Öberg                          | +17,2 2                               | [ 17 ]                                |
|                                                      |                  |            |                  |                                       |                                       |                                       |                                       |                                       |                                       |                                       |
| Världsmästerskapen i skidskytte 2023 (8–19 februari) |                  |            |                  |                                       |                                       |                                       |                                       |                                       |                                       |                                       |
|                                                      |                  |            |                  |                                       |                                       |                                       |                                       |                                       |                                       |                                       |
| 15                                                   | 3 mars 2023      | Nové Město | 7,5 km sprint    | Marte Olsbu Røiseland                 | 19.28,4 0                             | Ingrid Landmark Tandrevold            | +20,5 1                               | Anaïs Chevalier-Bouchet               | +29,3 1                               | [ 18 ]                                |
| 16                                                   | 4 mars 2023      | Nové Město | 10 km jaktstart  | Marte Olsbu Røiseland                 | 29.22,7 1                             | Ingrid Landmark Tandrevold            | +2,2 1                                | Anaïs Chevalier-Bouchet               | +15,3 0                               | [ 19 ]                                |
| 17                                                   | 9 mars 2023      | Östersund  | 15 km distans    | Dorothea Wierer                       | 41.19,6 0                             | Lisa Vittozzi                         | +25,5 0                               | Denise Herrmann-Wick                  | +1.38,8 1                             | [ 20 ]                                |
| 18                                                   | 12 mars 2023     | Östersund  | 12,5 km masstart | Dorothea Wierer                       | 31.58,5 0                             | Lou Jeanmonnot                        | +6,3 0                                | Julia Simon                           | +11,1 1                               | [ 21 ]                                |
| 19                                                   | 18 mars 2023     | Oslo       | 7,5 km sprint    | Denise Herrmann-Wick                  | 21.06,5 0                             | Hanna Öberg                           | +3,5 0                                | Anna Magnusson                        | +33,1 0                               | [ 22 ]                                |
|                                                      | 18 mars 2023     | Oslo       | 10 km jaktstart  | Inställt pga uppskjuten sprinttävling | Inställt pga uppskjuten sprinttävling | Inställt pga uppskjuten sprinttävling | Inställt pga uppskjuten sprinttävling | Inställt pga uppskjuten sprinttävling | Inställt pga uppskjuten sprinttävling | Inställt pga uppskjuten sprinttävling |
| 20                                                   | 19 mars 2023     | Oslo       | 12,5 km masstart | Hanna Öberg                           | 36.33,5 1                             | Marte Olsbu Røiseland                 | +22,6 1                               | Anaïs Chevalier-Bouchet               | +43,7 3                               | [ 23 ]                                |

#### Lagtävlingar
| Nr | Datum            | Ort        | Disciplin        | 1:a plats                                                                                     | 1:a plats       | 2:a plats                                                                         | 2:a plats    | 3:e plats                                                                        | 3:e plats      | Ref.   |  |
| -- | ---------------- | ---------- | ---------------- | --------------------------------------------------------------------------------------------- | --------------- | --------------------------------------------------------------------------------- | ------------ | -------------------------------------------------------------------------------- | -------------- | ------ |  |
|    |                  |            |                  |                                                                                               |                 |                                                                                   |              |                                                                                  |                |        |  |
| 1  | 1 december 2022  | Kontiolax  | 4 x 6 km stafett | Sverige Linn Persson Anna Magnusson Hanna Öberg Elvira Öberg                                  | 1:14.59,8 (0+6) | Tyskland Anna Weidel Sophia Schneider Vanessa Voigt Denise Herrmann-Wick          | +28,1 (0+6)  | Norge Karoline Knotten Ida Lien Ragnhild Femsteinevik Ingrid Landmark Tandrevold | +31,5 (0+3)    | [ 24 ] |  |
| 2  | 11 december 2022 | Hochfilzen | 4 x 6 km stafett | Frankrike Lou Jeanmonnot Anaïs Chevalier-Bouchet Chloé Chevalier Julia Simon                  | 1:14.27,1 (0+4) | Sverige Linn Persson Anna Magnusson Hanna Öberg Elvira Öberg                      | +10,4 (0+9)  | Italien Rebecca Passler Dorothea Wierer Samuela Comola Lisa Vittozzi             | +18,5 (0+4)    | [ 25 ] |  |
| 3  | 14 januari 2023  | Ruhpolding | 4 x 6 km stafett | Norge Karoline Knotten Ragnhild Femsteinevik Marte Olsbu Røiseland Ingrid Landmark Tandrevold | 1:08.17,3 (0+6) | Tyskland Anna Weidel Vanessa Voigt Sophia Schneider Denise Herrmann-Wick          | +15,3 (0+10) | Italien Samuela Comola Lisa Vittozzi Rebecca Passler Dorothea Wierer             | +33,5 (0+4)    | [ 26 ] |  |
| 4  | 22 januari 2023  | Antholz    | 4 x 6 km stafett | Frankrike Lou Jeanmonnot Anaïs Chevalier-Bouchet Chloé Chevalier Julia Simon                  | 1:07.21,3 (0+2) | Sverige Linn Persson Anna Magnusson Hanna Öberg Elvira Öberg                      | +45,2 (0+8)  | Tyskland Vanessa Voigt Sophia Schneider Janina Hettich-Walz Hanna Kebinger       | +1.16,9 (0+10) | [ 27 ] |  |
| 5  | 11 mars 2023     | Östersund  | 4 x 6 km stafett | Norge Juni Arnekleiv Ida Lien Ingrid Landmark Tandrevold Marte Olsbu Røiseland                | 1:08.00,7 (0+4) | Frankrike Lou Jeanmonnot Chloé Chevalier Caroline Colombo Anaïs Chevalier-Bouchet | +15,2 (0+7)  | Tyskland Janina Hettich-Walz Hanna Kebinger Vanessa Voigt Denise Herrmann-Wick   | +27,2 (0+7)    | [ 28 ] |  |

### Herrar

#### Individuella tävlingar
| Nr                                                   | Datum            | Ort        | Disciplin         | 1:a plats                  | 1:a plats | 2:a plats                  | 2:a plats | 3:e plats                  | 3:e plats | Ref.   |
| ---------------------------------------------------- | ---------------- | ---------- | ----------------- | -------------------------- | --------- | -------------------------- | --------- | -------------------------- | --------- | ------ |
|                                                      |                  |            |                   |                            |           |                            |           |                            |           |        |
| 1                                                    | 29 november 2022 | Kontiolax  | 20 km distans     | Martin Ponsiluoma          | 49.36,5 1 | Niklas Hartweg             | +37,2 0   | David Zobel                | +59,3 0   | [ 29 ] |
| 2                                                    | 3 december 2022  | Kontiolax  | 10 km sprint      | Johannes Thingnes Bø       | 23.09,0 1 | Sturla Holm Lægreid        | +10,5 0   | Roman Rees                 | +28,8 0   | [ 30 ] |
| 3                                                    | 4 december 2022  | Kontiolax  | 12,5 km jaktstart | Johannes Thingnes Bø       | 32.44,4 3 | Sturla Holm Lægreid        | +19,2 2   | Émilien Jacquelin          | +47,3 2   | [ 31 ] |
| 4                                                    | 9 december 2022  | Hochfilzen | 10 km sprint      | Johannes Thingnes Bø       | 23.04,0 0 | Émilien Jacquelin          | +43,0 1   | Sturla Holm Lægreid        | +46,9 1   | [ 32 ] |
| 5                                                    | 11 december 2022 | Hochfilzen | 12,5 km jaktstart | Johannes Thingnes Bø       | 33.50,7 2 | Sturla Holm Lægreid        | +47,9 2   | Émilien Jacquelin          | +1.13,9 3 | [ 33 ] |
| 6                                                    | 15 december 2022 | Annecy     | 10 km sprint      | Johannes Thingnes Bø       | 22:52,2 0 | Sturla Holm Lægreid        | +17,6 0   | Benedikt Doll              | +38,8 0   | [ 34 ] |
| 7                                                    | 17 december 2022 | Annecy     | 12,5 km jaktstart | Sturla Holm Lægreid        | 29.44,1 1 | Vetle Sjåstad Christiansen | +24,6 2   | Johannes Thingnes Bø       | +35,8 2   | [ 35 ] |
| 8                                                    | 18 december 2022 | Annecy     | 15 km masstart    | Johannes Dale              | 35.02,2 2 | Sturla Holm Lægreid        | +0,3 2    | Johannes Thingnes Bø       | +10,6 3   | [ 36 ] |
|                                                      |                  |            |                   |                            |           |                            |           |                            |           |        |
| 9                                                    | 6 januari 2023   | Pokljuka   | 10 km sprint      | Johannes Thingnes Bø       | 23.55,9 1 | Tarjei Bø                  | +48,1 0   | Sturla Holm Lægreid        | +55,6 1   | [ 37 ] |
| 10                                                   | 7 januari 2023   | Pokljuka   | 12,5 km jaktstart | Johannes Thingnes Bø       | 31.43,2 2 | Quentin Fillon Maillet     | +1.04,9 1 | Tarjei Bø                  | +1.06,6 1 | [ 38 ] |
| 11                                                   | 11 januari 2023  | Ruhpolding | 20 km distans     | Johannes Thingnes Bø       | 48.48,4 2 | Vetle Sjåstad Christiansen | +9,9 1    | Jakov Fak                  | +29,3 0   | [ 39 ] |
| 12                                                   | 15 januari 2023  | Ruhpolding | 15 km masstart    | Johannes Thingnes Bø       | 36.12,0 3 | Vetle Sjåstad Christiansen | +19,3 2   | Sturla Holm Lægreid        | +35,3 2   | [ 40 ] |
| 13                                                   | 20 januari 2023  | Antholz    | 10 km sprint      | Johannes Thingnes Bø       | 22.44,1 1 | Martin Ponsiluoma          | +31,4 1   | Sturla Holm Lægreid        | +37,3 0   | [ 41 ] |
| 14                                                   | 21 januari 2023  | Antholz    | 12,5 km jaktstart | Johannes Thingnes Bø       | 31.24,4 2 | Sturla Holm Lægreid        | +40,2 0   | Martin Ponsiluoma          | +1.02,1 2 | [ 42 ] |
|                                                      |                  |            |                   |                            |           |                            |           |                            |           |        |
| Världsmästerskapen i skidskytte 2023 (8–19 februari) |                  |            |                   |                            |           |                            |           |                            |           |        |
|                                                      |                  |            |                   |                            |           |                            |           |                            |           |        |
| 15                                                   | 2 mars 2023      | Nové Město | 10 km sprint      | Johannes Thingnes Bø       | 22.39,6 0 | Tarjei Bø                  | +30,0 0   | Vetle Sjåstad Christiansen | +1.15,2 1 | [ 43 ] |
| 16                                                   | 4 mars 2023      | Nové Město | 12,5 km jaktstart | Johannes Thingnes Bø       | 31.25,1 2 | Tarjei Bø                  | +34,6 1   | Martin Ponsiluoma          | +1.11,0 5 | [ 44 ] |
| 17                                                   | 9 mars 2023      | Östersund  | 20 km distans     | Benedikt Doll              | 48.43,4 0 | Tommaso Giacomel           | +1.09,1 1 | Vetle Sjåstad Christiansen | +1.11,5 1 | [ 45 ] |
| 18                                                   | 12 mars 2023     | Östersund  | 15 km masstart    | Vetle Sjåstad Christiansen | 35.17,0 0 | Johannes Dale              | +9,1 1    | Éric Perrot                | +12,3 1   | [ 46 ] |
| 19                                                   | 16 mars 2023     | Oslo       | 10 km sprint      | Johannes Thingnes Bø       | 25.13,0 1 | Martin Ponsiluoma          | +23,9 0   | Benedikt Doll              | +28,9 0   | [ 47 ] |
| 20                                                   | 18 mars 2023     | Oslo       | 12,5 km jaktstart | Johannes Thingnes Bø       | 32.34,0 1 | Quentin Fillon Maillet     | +32,7 0   | Sturla Holm Lægreid        | +49,1 1   | [ 48 ] |
| 21                                                   | 19 mars 2023     | Oslo       | 15 km masstart    | Johannes Thingnes Bø       | 38.51,9 2 | Niklas Hartweg             | +26,2 0   | Vetle Sjåstad Christiansen | +35,2 0   | [ 49 ] |

#### Lagtävlingar
| Nr | Datum            | Ort        | Disciplin          | 1:a plats                                                                                      | 1:a plats       | 2:a plats                                                                          | 2:a plats   | 3:e plats                                                                    | 3:e plats     | Ref.   |  |
| -- | ---------------- | ---------- | ------------------ | ---------------------------------------------------------------------------------------------- | --------------- | ---------------------------------------------------------------------------------- | ----------- | ---------------------------------------------------------------------------- | ------------- | ------ |  |
|    |                  |            |                    |                                                                                                |                 |                                                                                    |             |                                                                              |               |        |  |
| 1  | 1 december 2022  | Kontiolax  | 4 x 7,5 km stafett | Norge Vetle Sjåstad Christiansen Tarjei Bø Sturla Holm Lægreid Johannes Thingnes Bø            | 1:19.26,2 (0+7) | Tyskland Justus Strelow Johannes Kühn Benedikt Doll Roman Rees                     | +43,9 (0+8) | Frankrike Éric Perrot Fabien Claude Émilien Jacquelin Quentin Fillon Maillet | +1.05,9 (0+9) | [ 50 ] |  |
| 2  | 10 december 2022 | Hochfilzen | 4 x 7,5 km stafett | Norge Sturla Holm Lægreid Filip Fjeld Andersen Johannes Thingnes Bø Vetle Sjåstad Christiansen | 1:18.02,6 (1+7) | Sverige Jesper Nelin Martin Ponsiluoma Peppe Femling Sebastian Samuelsson          | +20,0 (0+8) | Tyskland Justus Strelow Johannes Kühn Roman Rees Benedikt Doll               | +28,6 (1+5)   | [ 51 ] |  |
| 3  | 13 januari 2023  | Ruhpolding | 4 x 7,5 km stafett | Norge Sturla Holm Lægreid Tarjei Bø Vetle Sjåstad Christiansen Johannes Thingnes Bø            | 1:10.51,4 (1+7) | Tyskland David Zobel Johannes Kühn Benedikt Doll Roman Rees                        | +20,1 (0+4) | Frankrike Éric Perrot Quentin Fillon Maillet Antonin Guigonnat Fabien Claude | +55,6 (1+7)   | [ 52 ] |  |
| 4  | 22 januari 2023  | Antholz    | 4 x 7,5 km stafett | Norge Sturla Holm Lægreid Tarjei Bø Johannes Thingnes Bø Vetle Sjåstad Christiansen            | 1:11.50,2 (0+6) | Frankrike Antonin Guigonnat Fabien Claude Émilien Jacquelin Quentin Fillon Maillet | +59,0 (0+6) | Tyskland David Zobel Johannes Kühn Benedikt Doll Roman Rees                  | 2.17,5 (1+11) | [ 53 ] |  |
| 5  | 11 mars 2023     | Östersund  | 4 x 7,5 km stafett | Norge Endre Strømsheim Vebjørn Sørum Johannes Dale Vetle Sjåstad Christiansen                  | 1:09.12,4 (0+7) | Frankrike Oscar Lombardot Antonin Guigonnat Éric Perrot Fabien Claude              | +22,5 (1+8) | Tyskland Roman Rees Johannes Kühn Philipp Nawrath Benedikt Doll              | +37,4 (1+10)  | [ 54 ] |  |

### Mixade lag
| Nr | Datum          | Ort        | Disciplin             | 1:a plats                                                                          | 1:a plats       | 2:a plats                                                                 | 2:a plats    | 3:e plats                                                                        | 3:e plats    | Ref.   |  |
| -- | -------------- | ---------- | --------------------- | ---------------------------------------------------------------------------------- | --------------- | ------------------------------------------------------------------------- | ------------ | -------------------------------------------------------------------------------- | ------------ | ------ |  |
|    |                |            |                       |                                                                                    |                 |                                                                           |              |                                                                                  |              |        |  |
| 1  | 8 januari 2023 | Pokljuka   | Singelmixstafett      | Norge Vetle Sjåstad Christiansen Ingrid Landmark Tandrevold                        | 38.54,1 (0+5)   | Frankrike Antonin Guigonnat Lou Jeanmonnot                                | +41,0 (0+6)  | Niklas Hartweg Amy Baserga                                                       | +49,6 (0+8)  | [ 55 ] |  |
| 2  | 8 januari 2023 | Pokljuka   | 4 x 7,5 km mixstafett | Frankrike Fabien Claude Quentin Fillon Maillet Anaïs Chevalier-Bouchet Julia Simon | 1:19.48,9 (1+7) | Italien Didier Bionaz Tommaso Giacomel Dorothea Wierer Lisa Vittozzi      | +24,6 (0+7)  | Sverige Jesper Nelin Martin Ponsiluoma Mona Brorsson Elvira Öberg                | +47,2 (1+5)  | [ 56 ] |  |
| 3  | 5 mars 2023    | Nové Město | 4 x 6 km mixstafett   | Frankrike Lou Jeanmonnot Caroline Colombo Éric Perrot Fabien Claude                | 1:06.32,3 (0+7) | Sverige Anna Magnusson Hanna Öberg Martin Ponsiluoma Sebastian Samuelsson | +33,6 (0+18) | Norge Karoline Knotten Ingrid Landmark Tandrevold Johannes Dale Endre Strømsheim | +38,3 (0+16) | [ 57 ] |  |
| 4  | 5 mars 2023    | Nové Město | Singelmixstafett      | Norge Marte Olsbu Røiseland Vetle Sjåstad Christiansen                             | 36.40,5 (0+7)   | Schweiz Amy Baserga Niklas Hartweg                                        | +17,6 (0+10) | Lettland Baiba Bendika Andrejs Rastorgujevs                                      | +29,5 (0+9)  | [ 58 ] |  |

## Världscupställning

### Damer
| Placering | efter alla 20 tävlingar | Poäng |
| --------- | ----------------------- | ----- |
| 1.        | Julia Simon             | 1 093 |
| 2.        | Dorothea Wierer         | 911   |
| 3.        | Lisa Vittozzi           | 882   |
| 4.        | Denise Herrmann-Wick    | 874   |
| 5.        | Elvira Öberg            | 764   |

| Placering | efter alla 20 tävlingar | Poäng |
| --------- | ----------------------- | ----- |
| 1.        | Elvira Öberg            | 764   |
| 2.        | Lou Jeanmonnot          | 593   |
| 3.        | Sophie Chauveau         | 321   |
| 4.        | Anna Gandler            | 177   |
| 5.        | Amy Baserga             | 157   |

| Placering | efter alla 3 tävlingar     | Poäng |
| --------- | -------------------------- | ----- |
| 1.        | Lisa Vittozzi              | 225   |
| 2.        | Julia Simon                | 155   |
| 3.        | Hanna Öberg                | 153   |
| 4.        | Ingrid Landmark Tandrevold | 147   |
| 5.        | Dorothea Wierer            | 143   |

| Placering | efter alla 7 tävlingar | Poäng |
| --------- | ---------------------- | ----- |
| 1.        | Denise Herrmann-Wick   | 400   |
| 2.        | Dorothea Wierer        | 314   |
| 3.        | Julia Simon            | 295   |
| 4.        | Elvira Öberg           | 263   |
| 5.        | Markéta Davidová       | 245   |

| Placering | efter alla 6 tävlingar | Poäng |
| --------- | ---------------------- | ----- |
| 1.        | Julia Simon            | 373   |
| 2.        | Elvira Öberg           | 350   |
| 3.        | Dorothea Wierer        | 285   |
| 4.        | Lisa Vittozzi          | 279   |
| 5.        | Denise Herrmann-Wick   | 272   |

| Placering | efter alla 4 tävlingar  | Poäng |
| --------- | ----------------------- | ----- |
| 1.        | Julia Simon             | 270   |
| 2.        | Anaïs Chevalier-Bouchet | 206   |
| 3.        | Hanna Öberg             | 195   |
| 4.        | Dorothea Wierer         | 169   |
| 5.        | Lou Jeanmonnot          | 166   |

| Placering | efter alla 5 tävlingar | Poäng |
| --------- | ---------------------- | ----- |
| 1.        | Frankrike              | 345   |
| 2.        | Norge                  | 325   |
| 3.        | Sverige                | 321   |
| 4.        | Tyskland               | 320   |
| 5.        | Italien                | 252   |

| Placering | efter alla 22 tävlingar | Poäng |
| --------- | ----------------------- | ----- |
| 1.        | Frankrike               | 8 128 |
| 2.        | Sverige                 | 7 884 |
| 3.        | Norge                   | 7 859 |
| 4.        | Tyskland                | 7 833 |
| 5.        | Italien                 | 7 575 |

### Herrar
| Placering | efter alla 21 tävlingar    | Poäng |
| --------- | -------------------------- | ----- |
| 1.        | Johannes Thingnes Bø       | 1 589 |
| 2.        | Sturla Holm Lægreid        | 1 098 |
| 3.        | Vetle Sjåstad Christiansen | 935   |
| 4.        | Benedikt Doll              | 782   |
| 5.        | Martin Ponsiluoma          | 779   |

| Placering | efter alla 21 tävlingar | Poäng |
| --------- | ----------------------- | ----- |
| 1.        | Niklas Hartweg          | 608   |
| 2.        | Tommaso Giacomel        | 592   |
| 3.        | Sebastian Stalder       | 426   |
| 4.        | Filip Fjeld Andersen    | 324   |
| 5.        | Éric Perrot             | 189   |

| Placering | efter alla 3 tävlingar     | Poäng |
| --------- | -------------------------- | ----- |
| 1.        | Vetle Sjåstad Christiansen | 171   |
| 2.        | Benedikt Doll              | 151   |
| 3.        | Martin Ponsiluoma          | 132   |
| 4.        | Roman Rees                 | 123   |
| 5.        | Tommaso Giacomel           | 120   |

| Placering | efter alla 7 tävlingar     | Poäng |
| --------- | -------------------------- | ----- |
| 1.        | Johannes Thingnes Bø       | 630   |
| 2.        | Sturla Holm Lægreid        | 375   |
| 3.        | Martin Ponsiluoma          | 328   |
| 4.        | Benedikt Doll              | 285   |
| 5.        | Vetle Sjåstad Christiansen | 257   |

| Placering | efter alla 7 tävlingar | Poäng |
| --------- | ---------------------- | ----- |
| 1.        | Johannes Thingnes Bø   | 600   |
| 2.        | Sturla Holm Lægreid    | 425   |
| 3.        | Quentin Fillon Maillet | 295   |
| 4.        | Tarjei Bø              | 277   |
| 5.        | Fabien Claude          | 252   |

| Placering | efter alla 4 tävlingar     | Poäng |
| --------- | -------------------------- | ----- |
| 1.        | Vetle Sjåstad Christiansen | 270   |
| 2.        | Johannes Thingnes Bø       | 240   |
| 3.        | Sturla Holm Lægreid        | 208   |
| 4.        | Johannes Dale              | 206   |
| 5.        | Sebastian Stalder          | 143   |

| Placering | efter alla 5 tävlingar | Poäng |
| --------- | ---------------------- | ----- |
| 1.        | Norge                  | 450   |
| 2.        | Tyskland               | 330   |
| 3.        | Frankrike              | 320   |
| 4.        | Sverige                | 256   |
| 5.        | Österrike              | 190   |

| Placering | efter alla 24 tävlingar | Poäng |
| --------- | ----------------------- | ----- |
| 1.        | Norge                   | 8 993 |
| 2.        | Frankrike               | 7 977 |
| 3.        | Tyskland                | 7 813 |
| 4.        | Sverige                 | 7 399 |
| 5.        | Schweiz                 | 6 345 |

### Mixade lag
Singel-/mixstafett
| Placering | efter alla 4 tävlingar | Poäng |
| --------- | ---------------------- | ----- |
| 1.        | Frankrike              | 305   |
| 2.        | Norge                  | 280   |
| 3.        | Schweiz                | 217   |
| 4.        | Sverige                | 198   |
| 5.        | Italien                | 173   |

## Distribution av världscuppoäng
| Plac.     | 1  | 2  | 3  | 4  | 5  | 6  | 7  | 8  | 9  | 10 | 11 | 12 | 13 | 14 | 15 | 16 | 17 | 18 | 19 | 20 | 21 | 22 | 23 | 24 | 25 | 26 | 27 | 28 | 29 | 30 | 31 | 32 | 33 | 34 | 35 | 36 | 37 | 38 | 39 | 40 |
| --------- | -- | -- | -- | -- | -- | -- | -- | -- | -- | -- | -- | -- | -- | -- | -- | -- | -- | -- | -- | -- | -- | -- | -- | -- | -- | -- | -- | -- | -- | -- | -- | -- | -- | -- | -- | -- | -- | -- | -- | -- |
| Sprint    | 90 | 75 | 60 | 50 | 45 | 40 | 36 | 34 | 32 | 31 | 30 | 29 | 28 | 27 | 26 | 25 | 24 | 23 | 22 | 21 | 20 | 19 | 18 | 17 | 16 | 15 | 14 | 13 | 12 | 11 | 10 | 9  | 8  | 7  | 6  | 5  | 4  | 3  | 2  | 1  |
| Jaktstart | 90 | 75 | 60 | 50 | 45 | 40 | 36 | 34 | 32 | 31 | 30 | 29 | 28 | 27 | 26 | 25 | 24 | 23 | 22 | 21 | 20 | 19 | 18 | 17 | 16 | 15 | 14 | 13 | 12 | 11 | 10 | 9  | 8  | 7  | 6  | 5  | 4  | 3  | 2  | 1  |
| Distans   | 90 | 75 | 60 | 50 | 45 | 40 | 36 | 34 | 32 | 31 | 30 | 29 | 28 | 27 | 26 | 25 | 24 | 23 | 22 | 21 | 20 | 19 | 18 | 17 | 16 | 15 | 14 | 13 | 12 | 11 | 10 | 9  | 8  | 7  | 6  | 5  | 4  | 3  | 2  | 1  |
| Masstart  | 90 | 75 | 60 | 50 | 45 | 40 | 36 | 34 | 32 | 31 | 30 | 29 | 28 | 27 | 26 | 25 | 24 | 23 | 22 | 21 | 20 | 18 | 16 | 14 | 12 | 10 | 8  | 6  | 4  | 2  | –  | –  | –  | –  | –  | –  | –  | –  | –  | –  |